# توماس فيتزباتريك (سياسي)
توماس فيتزباتريك (بالإنجليزية: Thomas Fitzpatrick)‏ هو سياسي أسترالي، ولد في 10 يونيو 1835، وتوفي في 29 فبراير 1920. حزبياً، نشط في Protectionist Party ‏. وقد انتخب عضو الجمعية التشريعية نيو ساوث ويلز.